# Waterloo, Illinois
Waterloo là một thành phố thuộc quận Monroe, tiểu bang Illinois, Hoa Kỳ. Năm 2010, dân số của thành phố này là 9811 người.

## Dân số
Dân số qua các năm:
- Năm 2000: 7614 người.
- Năm 2010: 9811 người.